# Royal African Society
La Royal African Society (RAS ) du Royaume-Uni est une société savante britannique, fondée à Londres en 1901 pour promouvoir les relations entre le Royaume-Uni et les pays d'Afrique. Elle édite une revue, African Affairs,  et gère des programmes dans les domaines des affaires, de la politique, des arts et de l'éducation.

## Histoire
La société est fondée en 1901 en mémoire de Mary Kingsley, afin de poursuivre son œuvre. Elle reçoit une charte royale en 1935, et prend son intitulé actuel de Royal African Society (RAS). Le prince  William est l'actuel parrain de la société depuis 2017.
Elle publie depuis 1902 une revue scientifique à comité de lecture éditée en son nom par les Oxford University Press, d'abord sous le titre Journal of the Royal African Society, puis depuis 1944, sous l'intitulé actuel d'African Affairs (en).
La société participe en 1963 à la fondation de l'African Studies Association britannique, qui bénéficie d'une charte royale depuis 1965. Cette société organise un congrès biennal sur les études africaines. Elle assure également le secrétariat du groupe interparlementaire pour l'Afrique.
Nicholas Westcott est directeur exécutif de la RAS depuis 2017.

## Activités
La société organise également des rencontres sur les enjeux africains actuels. En collaboration avec l'Institut africain international, elle a créé une collection intitulée African Arguments Books, publiée par Zed Books, puis  une plate-forme en ligne, African Arguments.
En 2008, la RAS a soutenu la création du London African Film Festival, en coopération avec Africa at the Pictures, et par la suite, créé le festival annuel « Film Africa ». En 2012, la RAS a créé un festival littéraire appelé « Africa Writes »,. L'Africa Writes Lifetime Achievement Award est créé en 2019, la première lauréate est Margaret Busby,.